# Alpheoidea
Alpheoidea is een superfamilie van kreeftachtigen uit de klasse van de Malacostraca (hogere kreeftachtigen).

## Families
- Alpheidae Rafinesque, 1815 = Pistoolgarnalen
- Barbouriidae Christoffersen, 1987
- Bythocarididae Christoffersen, 1987
- Hippolytidae Spence Bate, 1888
- Lysmatidae Dana, 1852
- Merguiidae Christoffersen, 1987
- Ogyrididae Holthuis, 1955
- Thoridae Kingsley, 1879